# Sebastian Kehl
Sebastian Kehl (* 13. února 1980 Fulda) je německý fotbalový záložník a reprezentant, který většinu své kariéry působil v německém klubu Borussia Dortmund.

## Klubová kariéra
Ve své profesionální kariéře oblékal dresy tří německých klubů, a to Hannoveru, Freiburgu a Dortmundu. V roce 2008 byl zvolen kapitánem Borussie Dortmund, kapitánskou pásku převzal po Christianu Wörnsovi.
V sezóně 2010/11 získal s Borussií bundesligový titul, jenž následně se spoluhráči obhájil v sezóně 2011/12. V tomto ročníku navíc vyhrál i DFB-Pokal, ve finále Dortmund porazil Bayern Mnichov 5:2. V ročníku 2012/13 Ligy mistrů se s Dortmundem probojoval do finále proti jinému německému mužstvu Bayernu Mnichov, v němž Borussia soupeři podlehla 1:2. Kehl do finálového duelu nezasáhl.
27. července 2013 na začátku sezóny 2013/14 nastoupil jako střídající hráč do utkání DFL-Supercupu (německý fotbalový Superpohár) proti Bayernu Mnichov na domácím stadionu Signal Iduna Park, Borussia vyhrála 4:2 a získala trofej. DFL-Supercup získal i v roce 2014 opět proti Bayernu Mnichov (výhra 2:0).
Na konci sezóny 2014/2015 ukončil svou hráčskou kariéru v dresu Borussie Dortmund, kde roky nesl kapitánskou pásku. Mezi diváky byl velice oblíbený díky své kreativní hře.

## Reprezentační kariéra
První zápas za reprezentaci odehrál 29. května 2001 v přátelském zápase v Brémách proti Slovensku, Německo zvítězilo 2:0. Od roku 2006 nebyl ani jednou nominovaný do národního týmu, do té doby nasbíral 31 utkání.
Objevil se v sestavách Německa na světových šampionátech v letech 2002 a 2006 a na mistrovství Evropy v roce 2004.

### Reprezentační góly
Góly Sebastiana Kehla za A-tým Německa
| Gól | Datum       | Stadion                                       | Soupeř              | Skóre | Výsledek | Soutěž          |
| --- | ----------- | --------------------------------------------- | ------------------- | ----- | -------- | --------------- |
| 010 | 15. 8. 2001 | Stadion Ference Puskáse, Budapešť, Maďarsko   | Maďarsko            | 0:2   | 2:5      | Přátelský zápas |
| 02  | 9. 5. 2002  | Dreisamstadion, Freiburg im Breisgau, Německo | Kuvajt              | 5:0   | 7:0      | Přátelský zápas |
| 03  | 30. 4. 2003 | Weserstadion, Brémy, Německo                  | Srbsko a Černá Hora | 1:0   | 1:0      | Přátelský zápas |